# Mousa Dembélé
Mousa Sidi Yaya Dembélé (* 16. Juli 1987 in Antwerpen) ist ein belgischer Fußballspieler, der seit Januar 2019 beim chinesischen Erstligisten Guangzhou R&F unter Vertrag steht.

## Karriere

### Vereine
Dembélé stammt aus der Jugend von Berchem Sport. Der Mittelfeldspieler begann seine Profikarriere am 24. April 2004 beim belgischen Verein Germinal Beerschot, als er gegen den RSC Charleroi zu seinem Debüt in der Jupiler Pro League kam. 2005 wechselte er weiter zum niederländischen Ehrendivisionär Willem II Tilburg. Dort setzte er sich als Stammspieler durch und wechselte nach einer Saison  zum Ligakonkurrenten AZ Alkmaar, der seit 2005 von Louis van Gaal trainiert wurde. In seiner ersten Saison 2006/07 belegte er mit Alkmaar den dritten Platz und qualifizierte sich damit für den UEFA-Pokal 2007/08. Dort setzten sie sich in der ersten Runde gegen den Sechsten der portugiesischen Meisterschaft FC Paços de Ferreira durch ein einziges auswärts erzieltes Tor durch. In der darauf folgenden Gruppenphase mit fünf Mannschaften, in der jede zwei Auswärts- und zwei Heimspiele hatte, belegten sie hinter dem FC Everton, dem 1. FC Nürnberg und Zenit Sankt Petersburg den vierten Platz und schieden damit aus. Gewinnen konnten sie nur das Heimspiel gegen AE Larisa, bei dem er das einzige Tor schoss. In der Eredivisie 2007/08 belegte Alkmaar nur den 11. Platz. In der Eredivisie 2008/09 konnte Alkmaar dagegen die Meisterschaft gewinnen, wozu Dembélé mit zehn Toren beitrug. Nach dem Meistertitel wechselte van Gaal zum deutschen Rekordmeister FC Bayern München. Seine ehemalige Mannschaft war in der Gruppenphase der UEFA Champions League 2009/10 chancenlos und belegte nur den letzten Platz. Dembélé kam dabei in den sechs Gruppenspielen zum Einsatz, von denen keins gewonnen wurde. Auch in der Meisterschaft konnte Alkmaar weder unter dem neuen Trainer Ronald Koeman, der nach sieben Niederlagen entlassen wurde, noch unter Dick Advocaat, der nebenbei noch die belgische Nationalmannschaft trainierte, an die Leistungen der Vorsaison anknüpfen, erreichte am Ende aber immerhin noch mit dem fünften Platz die 3. Qualifikationsrunde der Europa League 2010/11.
Dembélé gelangen auch nur vier Tore und im Sommer 2010 wechselte er zum FC Fulham nach England, bei dem er einen Vertrag über drei Jahre unterschrieb. In seiner ersten Premier League Saison belegte er mit Fulham den 8. Platz, qualifizierte sich aber über die Fair-Play-Wertung für die UEFA Europa League 2011/12. Dort setzte sich Fulham in der ersten Runde gegen den Dritten der färöischen Fußballmeisterschaft 2010 NSÍ Runavík durch ein 3:0 im Heimspiel und ein torloses Remis im Rückspiel durch, bei denen er aber nicht im Kader stand. Er kam erst in der 3. Qualifikationsrunde beim 2:0 gegen RNK Split und in den Playoffs gegen Dnipro Dnipropetrowsk zum Einsatz nach denen Fulham in die Gruppenphase einzog. Dort belegten sie hinter dem FC Twente Enschede und Wisła Krakau den dritten Platz und schieden aus. Dembélé wurde in vier Gruppenspielen eingesetzt, blieb aber ohne Torerfolg. In der Premier League 2011/12 verschlechterte sich Fulham um einen Platz und konnte auch das Hintertürchen „Fair-Play-Wertung“ nicht nutzen, um wieder europäisch zu spielen. Dies konnte er aber, denn nach 62 Spielen und fünf Toren für den FC Fulham wechselte er im Sommer 2012 zum Ligakonkurrenten Tottenham Hotspur, der als Vierter für die Gruppenphase der UEFA Europa League 2012/13 qualifiziert war. Dembélé kam in vier Spielen der Gruppenphase für Tottenham zum Einsatz und erreichte mit den Spurs das Sechzehntelfinale gegen Olympique Lyon. Nach einem 2:1 im Heimspiel sorgte er im Rückspiel durch sein Tor in der letzten Minute für das 1:1 und damit das Weiterkommen. Im Achtelfinale gegen Inter Mailand setzten sie sich dann nach einem 3:0-Heimsieg durch ein 1:4 nach Verlängerung im Rückspiel aufgrund der Auswärtstorregel durch. Im Viertelfinale gegen den FC Basel endeten beide Spiele 2:2, so dass es zum Elfmeterschießen kam, das seine Mitspieler mit 1:4 verloren – er war da bereits ausgewechselt. In der Liga belegten die Spurs den fünften Platz und waren damit für die Play-off-Runde zur UEFA Europa League 2013/14 qualifiziert. Hier setzten sie sich mit 5:0 und 3:0 gegen den georgischen Meister Dinamo Tiflis durch. In der Gruppenphase gewannen sie dann alle Spiele gegen Anschi Machatschkala, Sheriff Tiraspol und Tromsø IL, wobei er beim Spiel in Norwegen ein Tor zum 2:0-Sieg beisteuerte. Im Sechzehntelfinale verloren sie dann zwar zunächst bei Dnipro Dnipropetrowsk mit 0:1, konnten aber das Rückspiel mit 3:1 gewinnen. Verletzungsbedingt konnte er dann nicht an den Achtelfinalspielen gegen den späteren Finalisten Benfica Lissabon teilnehmen, in denen die Spurs ausschieden. In der Premier League 2013/14 wurde der sechste Platz belegt der die Teilnahme an der Play-off-Runde zur UEFA Europa League 2014/15 bedeutete. In dieser setzten sich die Spurs unter dem neuen argentinischen Trainer Mauricio Pochettino mit 2:1 und 3:0 gegen den zyprischen Vizemeister AEL Limassol durch. In der Gruppenphase starteten die Spurs mit zwei Remis gegen FK Partizan Belgrad (0:0) und Beşiktaş Istanbul (1:1), gewannen dann aber drei Spiele und waren bereits vor dem letzten Spieltag für die K.-o.-Runde qualifiziert. Den Gruppensieg vergaben sie durch ein 0:1 gegen Beşiktaş am letzten Spieltag. Im Sechzehntelfinale, das das Aus gegen den AC Florenz brachte, kam er nicht zum Einsatz. Auch für die Gruppenphase der UEFA Europa League 2015/16 waren sie als Fünfter der Premier League 2014/15 wieder qualifiziert. Er kam aber nur in den beiden Gruppenspielen gegen den RSC Anderlecht zum Einsatz und erzielte dabei im Heimspiel den 2:1-Siegtreffer in der 87. Minute. Dieser bedeutete letztlich den Gruppensieg und den Einzug ins Sechzehntelfinale, wo sie wie im Vorjahr auf den AC Florenz trafen, diesmal aber den Spieß umdrehen konnten. Dembélé kam dabei aber nur beim 1:1 in Florenz zum Einsatz. Im Achtelfinale hatten sie dann gegen den deutschen Vertreter Borussia Dortmund keine Chance und verloren mit 0:3 und 1:2. In der Premier League 2015/16 lieferten sie sich lange ein Rennen mit dem späteren Überraschungsmeister Leicester City, konnten aber von den letzten fünf Spielen nur eins gewinnen und mussten dann auch noch Lokalrivale FC Arsenal vorbeiziehen lassen. Der dritte Platz ist aber die beste Platzierung seit Gründung der Premier League zur Saison 1992/93.
Im Januar 2019 wechselte Dembélé nach China zum Club Guangzhou R&F und unterzeichnete dabei einen Dreijahresvertrag. Hier absolvierte er in seiner ersten Saison in der Chinese Super League 26 Partien und erzielte dabei ein Tor. Er beendete Anfang 2023 seine Profikarriere.

### Nationalmannschaft
2002 und 2003 kam Dembélé, dessen Vater aus Mali stammt und dessen Mutter Belgierin ist, zu drei Spielen in der belgischen U-16-Mannschaft. Im Oktober 2003 nahm er dann mit der U-17 an der ersten Qualifikationsrunde für die U-17-Fußball-Europameisterschaft 2004 in Belgien teil, die die belgischen Junioren gewannen. Auch das Miniturnier der zweiten Qualifikationsrunde fand in Belgien statt, aber diesmal konnten sie den Heimvorteil nicht nutzen und wurden nur Zweite. Nach einem 5:0-Sieg in einem Freundschaftsspiel gegen Neuseeland wechselte er dann in die U-18, bestritt für diese aber nur ein Spiel und spielte dann in der U-19-Mannschaft. Mit dieser nahm er im Oktober 2004 an der ersten Qualifikationsrunde für die U-19-Fußball-Europameisterschaft 2005 teil. Wieder musste er nicht weit reisen, denn auch dieses Miniturnier fand in seiner Heimat statt und diesmal konnten sie wieder den Heimvorteil nutzen. Im Mai 2005 mussten sie dann aber zur zweiten Qualifikationsrunde nach Ungarn reisen, wo sie beim Miniturnier hinter Armenien den zweiten Platz belegten.
Drei Monate nach seinem letzten U-19-Länderspiel kam Dembélé zu seinem ersten Länderspiel für die A-Nationalmannschaft. Am 20. Mai 2006 wurde er gegen die Slowakei zur zweiten Halbzeit eingewechselt. Er wurde dann auch in den nächsten fünf Spielen eingesetzt, darunter vier Spiele in der Qualifikation für die EM 2008, spielte dabei aber nur einmal über 90 Minuten. In seinem sechsten Spiel wurde er in der 70. Minute gegen Aserbaidschan eingewechselt, erzielte 12 Minuten später mit seinem ersten Länderspieltor den 3:0-Endstand, erhielt aber vier Minuten später die Rote Karte und war für das nächste Qualifikationsspiel gesperrt. 2007 wurde er zwar beim ersten Freundschaftsspiel gegen Tschechien wieder eingewechselt, die darauf folgenden drei Qualifikationsspiel fanden aber ohne ihn statt. In den letzten sechs Qualifikationsspielen wurde er dann wieder berücksichtigt und erzielte beim 3:2 gegen Serbien die Tore zum 1:0 und 3:1 (eine Minute vor dem 3:2). Insgesamt erzielte er in der Qualifikation vier Tore und damit mehr als ein Viertel der belgischen Tore. Als Fünfte hatten die Belgier aber nichts mit dem Ausgang der Qualifikation zu tun.
Statt an der EM-Endrunde 2008 nahm er dann mit der belgischen Auswahl an den Olympischen Spielen in Peking teil, bei denen die Belgier den vierten Platz belegten. Dembélé kam in allen sechs Spielen zum Einsatz und erzielte dabei drei Tore. Er war damit zusammen mit dem Nigerianer Victor Obinna zweitbester Torschütze und erzielte damit ein Tor mehr als Lionel Messi. Im Viertelfinale gegen Italien gelang ihm zunächst das Tor zum 1:1-Ausgleich und dann in der 80. Minute der 3:2-Siegtreffer. Weitere Spieler dieser Mannschaft waren unter anderem Marouane Fellaini, Vincent Kompany, Thomas Vermaelen und Jan Vertonghen, die in den nächsten Jahren ebenso wie er zu Stützen der A-Nationalmannschaft werden sollten.
Nach den Olympischen Spielen kam er auch in acht Spielen der Qualifikation für die WM 2010 zum Einsatz. Die Belgier konnten aber nur drei Spiele gewinnen und ihm gelang nur ein Tor beim 2:4 gegen Bosnien und Herzegowina. Da hatte es auch nicht viel gebracht, dass nach sechs Spielen Nationaltrainer René Vandereycken entlassen und durch Franky Vercauteren ersetzt wurde, denn auch diesem gelang die Wende nicht und er wurde noch vor dem letzten Spiel durch Dick Advocaat ersetzt. So hatte es Dembélé in einem Jahr mit drei Nationaltrainern zu tun. Nachdem Advocaat am 15. April 2010 seinen Rücktritt erklärte, bekam er es dann mit seinem vierten Nationaltrainer Georges Leekens zu tun. Aber auch unter ihm misslang die Qualifikation für die EM 2012, in der Dembélé sechsmal eingesetzt wurde und zweimal verletzungsbedingt fehlte. Die Belgier konnten nur beide Spiele gegen Kasachstan sowie je einmal gegen Aserbaidschan und Österreich gewinnen. Am Ende belegten sie hinter Deutschland und der Türkei den dritten Platz. Am 13. Mai 2012 verkündete Leekens dann seinen Rücktritt und Dembélé bekam mit Marc Wilmots den fünften Nationaltrainer. Unter Wilmots gelang dann zunächst die Qualifikation für die WM 2014, bei der Dembélé in den Gruppenspielen gegen Algerien und Südkorea eingesetzt wurde. Aufgrund einer Muskelverletzung konnte er im Achtelfinale gegen die USA und im Viertelfinale gegen den späteren Vizeweltmeister Argentinien nicht eingesetzt werden.
Nach der WM kam er nur noch zu wenigen Einsätzen und wurde in der erfolgreich abgeschlossenen Qualifikation für die EM 2016 gar nicht eingesetzt, sondern nur noch in Freundschaftsspielen. Dennoch wurde er in das Aufgebot Belgiens für die Fußball-Europameisterschaft 2016 in Frankreich aufgenommen. Dabei kam er gegen Irland im zweiten Gruppenspiel zu einem Startelfeinsatz, wurde aber nach 57 Minuten durch Radja Nainggolan ersetzt. Dies blieb sein einziger Einsatz bei der EM und nach einem 1:3 im Viertelfinale gegen Wales schied seine Mannschaft aus.
Für die WM 2018 in Russland wurde Dembélé ebenfalls in den belgischen Kader berufen. Nachdem im Halbfinale Belgien gegen Frankreich mit 0:1 verloren hatte, musste Dembélé und sein Team beim Spiel um Platz 3 gegen England ran; dieses Spiel konnten die Belgier mit 2:0 für sich entscheiden. Zwei Monate nach der Weltmeisterschaft wurde er letztmals bei der Nationalmannschaft eingesetzt.

## Erfolge
- Belgischer Pokalsieger: 2005
- Niederländischer Meister: 2009
- Niederländischer Superpokalsieger: 2009